# Герб Радехівського району
Герб Радехівського району — офіційний символ Радехівського району, затверджений 28 жовтня 2003 р. рішенням сесії районної ради.
Автор герба  — А. Гречило.

## Опис
Щит поділений прямим золотим хрестом. На першому і другому зелених полях срібні ромби; на третьому і четвертому червоних золоті снопи пшениці. Щит увінчано золотою територіальною короною. Щитотримачі: праворуч - срібний грифон, ліворуч - золотий лев, обидвоє з червоними язиками. Під щитом розміщено синю стрічку з золотим написом "Радехівський район".